# Hardline
Hardline je radikalni dubokoekološki pokret kojemu su korijeni u straight edgeu hardcore punka. Otkad je nastao ovaj projekt pokušao je razići se od straight edgea i hardcore punka. Utemeljiteljska izjava i sva literatura promiče biocentristički pogled na svijet, stajalište pokreta za život prema pobačaju i još ekstremnij stav od straight edgea.
Seks nije dopušten osim radi razmnožavanja, na homoseksualnost se gleda kao na anatemu, pornografija je izgnana, umjetnu kontracepciju se izbjegava a militantno se protive pobačaju. Hardlinerski elitistički, striktni, asketski, često i nasilni i kontrolistički stav ih je često stavio nasuprot hardcorsekom stavu "misli za sebe, čini što si izabrao".
Pokret hardlinea izrastao je iz hardcore i HC punka 1990-ih godina. Iako je jedna od osnovnih hardlinea da je postojao u različitim oblicima otkad svijet postoji, ideologiju mu je uvelike formulirao Sean Muttaqi i sastav Vegan Reich. Hardline se može opisati kao pokret duboke ekologije, veganstva, pokreta oslobođenja životinja uz religijske filozofije kao dharmijskai abrahamistička moralnost. Sean Muttaqi još utječe na pokret preko zina Vanguard, no jezgra se pokreta prebacila u Tennessee. 
Ovaj stil punka i način života promicali su sastavi Vegan Reich iz Kalifornije, engleski sastav Statement, Raid, Chokehold i drugi.
Stavovima hardlinea protivio se američki punk sastav Anti-Flag (pjesma Indie Sux, Hardline Sux, Emo Sux, You Suck!) i Minor Threat (album Out Of Step).